# Campsicnemus philoctetes
Campsicnemus philoctetes är en tvåvingeart som beskrevs av Wheeler 1899. Campsicnemus philoctetes ingår i släktet Campsicnemus och familjen styltflugor. Inga underarter finns listade i Catalogue of Life.